# Sangrur (district)
Sangrur is een district van de Indiase staat Punjab. In 2001 telde het district 1.655.169 inwoners op een oppervlakte van 3625 km². Het noordwestelijke gedeelte splitste zich in 2006 echter af en vormt sindsdien het district Barnala.

## Bevolking
In 2011 telde het district 1.655.169 inwoners, een stijging vergeleken met 1.473.242 inwoners in 2001, 1.244.700 personen in 1991 en 1.026.166 personen in 1981. Tussen 2001-2011 nam de bevolking met 12,35 procent toe. In de vorige volkstelling van India, tussen 1991-2001,
registreerde het district Sangrur een toename van 18,36 procent.
De geslachtsverhouding in 2011 was 885 vrouwen per 1000 mannen. Er woonden in totaal 878.029 mannen en 777.140 vrouwen in het district. Gemiddeld kon 68% van de bevolking lezen en schrijven: 73,2% van de mannen en 62,2% van de vrouwen.

### Religie
In 2011 hing 65,10% van de bevolking het sikhisme aan. Er was een grote minderheid van hindoes (23,53%) en moslims (10,82%). Ongeveer de helft van alle moslims in Punjab woonde in het district Sangrur, en dan met name in en rond de plaats Malerkotla.

## Steden
Het district Srangrur heeft een lage urbanisatiegraad. In 2011 woonde 31,17% van de totale bevolking in stedelijke gebieden, oftewel 515.965 personen, waarvan 273.376 mannen en 242.589 vrouwen. Volgens de volkstelling van 2011 leefde 68,83% van de bevolking in dorpen op het platteland (1.139.204 personen in totaal). De grootste (semi-)stedelijke nederzettingen waren:
- Malerkotla (135.424 inwoners)
- Sangrur (88.043 inwoners)
- Sunam (69.069 inwoners)
- Dhuri (53.225 inwoners)
- Ahmedgarh (31.302 inwoners)
- Longowal (23.851 inwoners)
- Lehragaga (22.588 inwoners)
- Bhawanigarh (22.320 inwoners)
- Moonak (18.141 inwoners)
- Dirba (16.952 inwoners)
- Khanauri (14.096 inwoners)
- Cheema (11.615 inwoners)
- Amargarh (7.339 inwoners)

Amritsar · Barnala · Bathinda · Faridkot · Fatehgarh Sahib · Fazilka · Firozpur · Gurdaspur · Hoshiarpur · Jalandhar · Kapurthala · Ludhiana · Mansa · Moga · Muktsar · Pathankot · Patiala · Rupnagar · Sahibzada Ajit Singh Nagar (Mohali) · Sangrur · Shahid Bhagat Singh Nagar · Tarn Taran